# IC 402
IC 402 је спирална галаксија у сазвјежђу Еридан која се налази на листи објеката дубоког неба у Индекс каталогу.
Деклинација објекта је - 9° 6' 26" а ректасцензија 5h 6m 14,7s. Привидна величина (магнитуда) објекта IC 402 износи 13,7 а фотографска магнитуда 14,4. IC 402 је још познат и под ознакама MCG -2-13-43, UGCA 99, IRAS 05038-0910, PGC 16742.